# Siobhan-Marie O'Connor
Siobhan-Marie O'Connor (Bath, 29 de novembro de 1995) é uma nadadora britânica, medalhista olímpica.

## Carreira

### Rio 2016
O'Connor competiu na natação nos Jogos Olímpicos de Verão de 2016 e conquistou a medalha de prata nos 200 metros medley.